# 애디슨 팀린
애디슨 팀린(Addison Timlin, 1991년 6월 29일 ~ )은 미국의 배우이다.

## 출연 작품

### 영화
- 디레일드 (2005)
- The Isabel Fish (2006) - 단편
- Man (2008) - 단편
- 멋진 녀석들 (2012)
- 베스트 맨 다운 (2012, Best Man Down)
- 오드 토머스 (2013)
- Love & Air Sex (2013)
- 더 타운 댓 드레디드 선다운 (2014)
- 댓 어쿼드 모먼트: 그 어색한 순간 (2014)
- 크로니컬리 메트로폴리탄 (2016, Chronically Metropolitan)
- Long Nights Short Mornings (2016)
- 폴른: 추락천사 (2016)
- 리틀 시스터 (2016)
- Submission (2017)
- 관종 (2017, Like Me)
- Life Like (1919)

### 텔레비전
- 로앤오더: 범죄 전담반 (2009)
- 캘리포니케이션 (2011)
- 로앤오더: 특수범죄 전담반 (2011)
- 제로 아워 (2013)